# Гемерський Сад
Гемерський Сад (словац. Gemerský Sad) — село в Словаччині у складі Банськобистрицького краю. Площа села 12,18 км². Станом на 31 грудня 2017 року в селі проживало 304 жителі.

## Історія
Перші згадки про село датуються 1213 роком.

## Населення
| Рік:            | 1994. | 2004.   | 2014.   | 2024.   |
| --------------- | ----- | ------- | ------- | ------- |
| Кількість осіб: | 337   | 317     | 302     | 289     |
| Різниця:        |       | -5,93 % | -4,73 % | -4,30 % |

| Рік:            | 2023. | 2024.   |
| --------------- | ----- | ------- |
| Кількість осіб: | 296   | 289     |
| Різниця:        |       | -2,36 % |